# Autun
Autun (francosko: [otœ̃] ) je podprefektura departmaja Saône-et-Loire v regiji Burgundija - Franche-Comté v osrednjevzhodni Franciji. Ustanovil ga je cesar Avgust v času principata zgodnjega Rimskega cesarstva kot Augustodunum, da bi galskemu ljudstvu Eduom, ki so imeli za politično središče Bibrakte, dal rimsko prestolnico. V rimskih časih je bilo mesto po različnih ocenah dom od 30.000 do 100.000 prebivalcev. Danes ima občina približno 15.000 prebivalcev.
Autun, pionir industrijske revolucije v 19. stoletju z zgodnjim izkoriščanjem naftnega skrilavca in fluora, je od 20. stoletja doživel nov dinamizem, zaradi katerega je postal sedež več mednarodnih podjetij (Dim, Nexans). V njem je ena od šestih francoskih vojaških srednjih šol (Lycée militaire d'Autun). Mesto ima zaradi svoje antične in srednjeveške preteklosti bogato dediščino, zaradi katere je eno najpomembnejših turističnih krajev v osrčju Burgundije.

## Zgodovina

### Zgodnja zgodovina
Augustodunum je bil ustanovljen v času vladavine prvega rimskega cesarja Avgusta, po katerem je bil poimenovan. Bil je civitas 'plemenska prestolnica' Eduov, celinskih Keltov, ki so bili zavezniki in 'bratje' (fratres) Rima že od pred galskimi vojnami Julija Cezarja. Augustodunum je bil načrtovana ustanova, ki je nadomestila prvotni oppidum Bibracte, ki je bil približno 25 km stran. V mestu je še vedno vidnih več elementov rimske arhitekture, kot so obzidje, vrata in rimsko gledališče.
Leta 356 n. št. so Alemani oblegali Autun. Zaradi propadanja obzidja je bilo mesto v nevarnosti padca. Autun je rešil prihod cesarja Julijana v enem od njegovih zgodnjih vojaških uspehov. V pozni antiki je Autun postal znan po svojih retoričnih šolah. Zemljevid sveta, ki je temeljil na Ptolemajevi Geografiji, je bil znan po svoji velikosti in je bil razstavljen v portiku ene od šol. Morda se je ohranil do zgodnjega modernega časa.
Leta 532 sta merovinška kralja Hildebert I. in Klotar I. v bitki pri Autunu premagala Burgundce pod vodstvom kralja Godomarja II. in zavzela Burgundsko kraljestvo. Leta 642 ali 643 se je v bližini Autuna odvila še ena bitka med sprtimi frankovskimi plemiči.
Leger (rojen okoli leta 616 - umrl 678) je bil škof v Autunu. Po ukazu župana palače Ebroina so ga mučili v Lucheuxu (Somma), ki ga je nato umoril. Okoli leta 670 je predsedoval drugemu koncilu v Autunu (po tistem leta 599, ki ga je sklical škof Syagre).
Leta 880 je grof Richard Autunski postal prvi vojvoda Burgundije.
Leta 1506 si je Barthélemy de Chasseneuz ustvaril sloves odvetnika, saj je branil podgane iz Autuna pred obtožbo, da so pojedle ječmenov pridelek.

### Sodobni čas
Leta 1788 je Charles-Maurice de Talleyrand-Périgord postal škof Autuna. Leta 1789 je bil izvoljen za člana duhovščine v generalnih stanovih.
Srednja šola ima pomembno vlogo v zgodovini mesta in celo Francije, saj ji je Napoleon dal sedanje ime, tam pa sta študirala njegova brata Joseph in Lucien. Ta šola deluje še danes. Okrašena kovana železna vrata so bila postavljena leta 1772; predmeti, ki se poučujejo v šoli, so označeni z različnimi upodobitvami predmetov na vrhu teh mrež.
Med francosko-prusko vojno leta 1870 je poveljnik vojske Vosgesov, Giuseppe Garibaldi, izbral mesto za svoj sedež.
Leta 1837 je komercialno rudarjenje nahajališča naftnega skrilavca v bližini Autuna zaznamovalo začetek sodobne industrije naftnega skrilavca.
Leta 1852 so v bližini Autuna prvič odkrili uranov mineral autunit, ki je bil poimenovan po mestu.

## Geografija
Mesto leži na južnem robu depresije, imenovane Permska Autunska kotlina, ki vključuje Autunski stratotip, ki tvori Autunois. Na severu ga obdajajo travniki bocage (območje mešanih gozdov in pašnikov), na zahodu masiv Morvan, na jugu pa listopadni gozdovi, ki pokrivajo peščenjakovo planoto.
Autun leži v depatmaju Saône-et-Loire.

### Podnebje
V obdobju 1971–2000 je bila povprečna letna temperatura 10,5 °C, letni temperaturni razpon pa 16,6 °C. Povprečna letna kumulativna količina padavin je bila 1061 mm, z 12,1 dneva padavin v januarju in 7,6 dneva v juliju. V obdobju 1991–2020 je bila povprečna letna temperatura, izmerjena na meteorološki postaji v občini, 10,7 °C, povprečna letna kumulativna količina padavin pa 857,2 mm. Najvišja temperatura, izmerjena na tej postaji, je bila 40 °C, dosežena 12. avgusta 2003; najnižja temperatura pa je bila −18,3 °C, dosežena 20. decembra 2009.

## Uprava
Okrožje Autun ima 89 občin. Njeno prebivalstvo je 125.896 (2021), njena površina pa je 1994,3 km2.
Autun je sedež dveh kantonov ta dva pa iz 55 občin:
- Autun 1: občine Anost, Autun (del), Barnay, La Celle-en-Morvan, Chissey-en-Morvan, Collonge-la-Madeleine, Cordesse, Créot, Curgy, Cussy-en-Morvan, Dracy-Saint-Loup, Épertully,

Épinac, Igornay, Lucenay-l'Évêque, Monthelon, Morlet, La Petite-Verrière, Reclesne, Roussillon-en-Morvan, Saint-Forgeot, Saint-Gervais-sur-Couches, Saint-Léger-du-Bois, Saisy, Sommant, Sully, Tavernay, Tintry,
- Autun 2: občine Antully, Autun (del), Auxy, La Boulaye, Brion, Broye, La Chapelle-sous-Uchon, Charbonnat, Charmoy, La Comelle, Dettey, Étang-sur-Arroux, La Grande-Verrière, Laizy, Marmagne, Mesvres, Saint-Didier-sur-Arroux, Saint-Émiland, Saint-Eugène, Saint-Léger-sous-Beuvray, Saint-Martin-de-Commune, Saint-Nizier-sur-Arroux, Saint-Prix, Saint-Symphorien-de-Marmagne, La Tagnière, Thil-sur-Arroux, Uchon.

Naselje je prav tako sedež okrožja, v katerega so poleg njegovih vključeni še kantoni Couches, Épinac, Issy-l'Évêque, Le Creusot, Lucenay-l'Évêque, Mesvres, Montcenis in Saint-Léger-sous-Beuvray s 89.374 prebivalci.

## Zanimivosti
Autun je na seznamu francoskih umetnostno-zgodovinskih mest.
- Rimske ostaline
  - Mesto se ponaša z dvemi starorimskimi vrati (Porte Saint-André in Porte d'Arroux) in drugimi ruševinami iz časa Avgusta
  - Eden najbolj impresivnih ostankov je antično gledališče, ki je bilo eno največjih v zahodnem delu cesarstva s kapaciteto 17.000 sedežev.
  - Tempelj boga Janusa, od katerega sta ostali le dve steni (plošče).
  - Na jugovzhodu je skrivnostni Pierre de Couhard, kamnita piramida z negotovo funkcijo, ki morda izvira iz rimskih časov.
- romanska stolnica Saint-Lazare d'Autun iz 12. stoletja. Prvotna stolnica iz 5. stoletja je bila posvečena sv. Nazariju, v njej so bile shranjene relikvije tega svetnika. Od druge polovice 10.stoletja je po sprejemu relikvij sv. Lazarja postala priljubljeno romarsko središče in postopno premajhna, kar je povzročilo gradnjo nove stolnice v letu 1120 s strani tedanjega škofa Autuna Etienna de Bâgéja, verjetno tudi kot odgovor na gradnjo opatijske cerkve - bazilike sv. Marije Magdalene v bližnjem Vézelayu.

Autunska Stolnica je znana po svoji arhitekturni skulpturi, zlasti po timpanonu Poslednje sodbe nad zahodnim portalom, ohranjenih fragmentih izgubljenega portala severnega transepta ter kapitelih v ladji in koru. Vsi ti elementi tradicionalno veljajo za delo Gislebertusa, čigar ime je na zahodnem timpanonu. Ni gotovo, ali je Gislebertus ime kiparja ali mecena. Če je Gislebertus dejansko umetnik, je eden redkih srednjeveških umetnikov, čigar ime je znano.
Najbolj znan muzej v Autunu je Musée Rolin. V njem so na ogled zgodovinske umetniške zbirke.
V bližini Autuna si lahko turisti ogledajo tudi:
- Arboretum de Pézanin, eno najbogatejših gozdnih zbirk v Franciji
- Skala Solutré
- Opatija Cluny in njeno srednjeveško mesto
- Charolles in boeuf charolais
- Mâcon, Paray-le-Monial

## Pobratena mesta
- Arevalo (Španija),
- Ingelheim am Rhein (Nemčija),
- Kawagoë, Saitama (Japonska),
- Stevenage (Anglija, Združeno kraljestvo).